# Albrecht von Roon
Albrecht Theodor Emil von Roon, född 30 april 1803 i Pleushagen nära Kolberg i Hinterpommern, död 23 februari 1879 i Berlin, var en preussisk greve, militär och politiker. År 1821 blev Roon officer. Efter krigsakademien anställdes han som lärare vid kadettkåren, ägnade sig särskilt åt geografiska studier och skaffade sig ett namn som utgivare av läroböcker i geografi.
Roon, som 1836 blev kapten vid generalstaben, var en tid militär handledare åt prins Fredrik Karl av Preussen särskilt under dennes vistelse vid universitetet i Bonn. Från 1848 stabschef vid 8:e armékåren deltog Roon i följande årets fälttåg i Baden; han blev 1850 regementschef, 1856 generalmajor och brigadchef samt
1858 generallöjtnant och divisionschef.
Efter att ha tagit del i förarbetena till arméns utökning och partiella ombildning utnämndes Roon i december 1859 till krigsminister. På denna post blev han banbrytande. Han var, som kung Vilhelm I senare skrev, "den hand, som med övad blick och outtröttlig ihärdighet slipade de vapen, med vilka Preussens här överallt segrade och åt sig och fäderneslandet vann oförgängliga lagrar". Som krigsminister ledde nämligen Roon vid Vilhelms sida det stora ombildningsarbetet inom preussiska armén och såg dess frukter i 1866 års fälttåg - Tyska enhetskriget, där han, liksom senare under fransk-tyska kriget 1870-1871, ledde de inre militära angelägenheterna från stora högkvarteret. Han var även den som för Vilhelm introducerade den blivande järnkanslern Bismarck.
År 1871 upphöjdes han i grevligt stånd och 1873 utnämndes han till generalfältmarskalk. 1861-1871 var Roon även sjöminister. Av hälsoskäl tog han avsked 1873. Hans Denkwürdigkeiten (brev och anteckningar) utkom i 2 band 1892 (5:e upplagan 1905), hans tal i 3 band 1895-1896, en samling brev av Roon till Clemens Theodor Perthes 1895. Minnesmärken över Roon finns i Görlitz och Berlin. I många tyska städer finns det gator uppkallade efter honom.